# Niagan
Niagan (en russe : Нягань) est une ville russe située dans le district autonome des Khantys-Mansis–Iougra. Sa population s'élevait à 55 946 habitants en 2014.

## Géographie
Niagan se trouve dans la plaine de Sibérie occidentale, près du fleuve Ob, à 230 km au nord-est de Khanty-Mansiïsk, à 693 km au nord-est de Perm et à 1 728 km au nord-est de Moscou.

## Histoire
Établi en 1967 comme un centre de sylviculture, il s'agit désormais principalement d'industries exploitant le gaz naturel et le pétrole.

## Population
Recensements (*) ou estimations de la population
| 1979* | 1989*  | 2002*  | 2006   |
| ----- | ------ | ------ | ------ |
| 4 622 | 54 061 | 52 610 | 54 735 |

| 2010*  | 2012   | 2013   | 2014   |
| ------ | ------ | ------ | ------ |
| 54 890 | 55 526 | 55 638 | 55 946 |

## Personnalités liées à la ville
- Maria Sharapova : championne de tennis, est née à Niagan en 1987 (meilleure joueuse russe de l'histoire du tennis, elle a remporté 5 tournois du Grand Chelem),
- Darya Domracheva, biathlète biélorusse, a grandi à Niagan et y a appris le biathlon[3].